# Epaminondas (Spiel)
Epaminondas, im engl. Sprachraum auch Crossings genannt, ist ein modernes abstraktes strategisches Brettspiel für zwei Spieler, entwickelt von Robert Abbott und im Jahr 1975 veröffentlicht. 1979 erschien es bei dem deutschen Verlag Bütehorn und wurde 1980 in der Auswahlliste zum Spiel des Jahres aufgenommen.
Das Spiel ist nach dem thebanischen General Epaminondas benannt, der für den Einsatz der Phalanx in seinen Schlachten bekannt ist.

## Regeln
|   | a | b | c | d | e | f | g | h |   |
| 8 |   |   |   |   |   |   |   |   | 8 |
| 7 |   |   |   |   |   |   |   |   | 7 |
| 6 |   |   |   |   |   |   |   |   | 6 |
| 5 |   |   |   |   |   |   |   |   | 5 |
| 4 |   |   |   |   |   |   |   |   | 4 |
| 3 |   |   |   |   |   |   |   |   | 3 |
| 2 |   |   |   |   |   |   |   |   | 2 |
| 1 |   |   |   |   |   |   |   |   | 1 |
|   | a | b | c | d | e | f | g | h |   |

Beispiel für einen Schlagzug: vor dem Zug
|   | a | b | c | d | e | f | g | h |   |
| 8 |   |   |   |   |   |   |   |   | 8 |
| 7 |   |   |   |   |   |   |   |   | 7 |
| 6 |   |   |   |   |   |   |   |   | 6 |
| 5 |   |   |   |   |   |   |   |   | 5 |
| 4 |   |   |   |   |   |   |   |   | 4 |
| 3 |   |   |   |   |   |   |   |   | 3 |
| 2 |   |   |   |   |   |   |   |   | 2 |
| 1 |   |   |   |   |   |   |   |   | 1 |
|   | a | b | c | d | e | f | g | h |   |

nach dem Zug
Das Spiel wird auf einem Brett mit 12 × 14 Feldern gespielt, aber auch andere Größen sind möglich (z. B. 8 × 8 für ein schnelleres Spiel). Ein Spieler erhält weiße, der andere schwarze Steine. Sie werden zu Beginn in zwei voll besetzten Reihen vor dem jeweiligen Spieler aufgestellt. Die Spieler ziehen abwechselnd, Weiß beginnt, und es besteht Zugpflicht.
Man kann entweder einen eigenen Stein orthogonal oder diagonal auf das nächste Feld ziehen, das leer sein muss, oder eine Phalanx aus eigenen Steinen bewegen. Eine Phalanx besteht aus zwei oder mehr gleichfarbigen Steinen in einer ununterbrochenen orthogonalen oder diagonalen Reihe. Sie kann nur in ihrer Längsrichtung bewegt werden, und nur maximal so weit, wie die Zahl der Steine beträgt, aus denen sie besteht. Man kann eine Phalanx teilen und nur mit einem Teil ihrer Steine ziehen, die maximale Zugweite ist dann die Zahl der Steine, die am Zug beteiligt werden. Eine Phalanx kann nicht auf oder über einen eigenen Stein ziehen.
Wenn der erste Stein der Phalanx auf ein vom Gegner besetztes Feld kommt, kann sie nicht weiter bewegt werden. Dies ist außerdem nur dann möglich, wenn die Zahl der gegnerischen Steine, die sich in Richtung des Zuges dahinter anschließen (den direkt erreichten Stein mitgezählt), kleiner ist als die Zahl der Steine in der ziehenden Phalanx. Diese gegnerischen Steine werden dann durch den Zug geschlagen.
Das Ziel ist es, eigene Steine auf die gegnerische Grundreihe zu bringen. Spieler A gewinnt, wenn er nach einem Zug von B mehr von seinen Steinen auf der Grundreihe von B stehen hat als Steine von B auf der Grundreihe von A stehen. Nach jedem Zug hat also der Gegenspieler noch die Gelegenheit, diese Bilanz auszugleichen, und wenn er das nicht kann, verliert er.
Man darf einen Stein nicht auf die gegnerische Grundreihe ziehen, wenn durch diesen Zug eine links-rechts-symmetrische Anordnung der Steine entstehen würde. Diese Regel verhindert, dass Schwarz durch symmetrische Züge ein Unentschieden erzwingt.